# Antoine Carcano
Pour les articles homonymes, voir Carcano.
Antoine Carcano est un fabricant de baromètres, de thermomètres et inventeur d’instruments scientifiques, né vers 1755 et mort vers 1820. 

## Biographie
Il était d’origine italienne,  comme de nombreux autres fabricants qui influencèrent l’Europe dans ce domaine y compris l’Angleterre. Initialement installé au 37 rue de la Roquette dans le Faubourg St Antoine à Paris , il déménagea ensuite pour s'établir au 2, place Dauphine sur l’Île de la Cité.
À ses débuts,  Antoine Carcano signe ses instruments de son nom de famille Carcano, (voire Carcani).

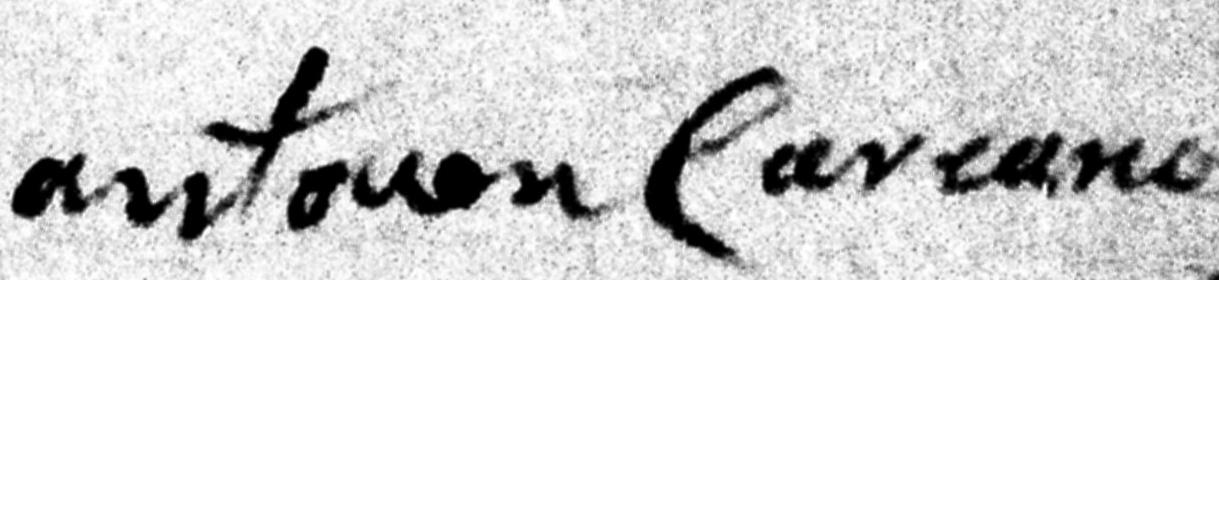
Signature d'Antoine Carcano sur sa pétition du 12 octobre 1792

La qualité des verres de ses instruments est rapidement appréciée et reconnue tant en France (il devient le constructeur de baromètres et d’instruments scientifiques pour l’École Royale militaire en 1786) et fournit Peter Dollond à Londres en tube pour ses baromètres.
À la Révolution française, il est incorporé le 5 septembre 1792 comme citoyen soldat dans le 48e bataillon de Popincourt comme gendarme de la Bastille. Un mois après, le 12 octobre 1792, il adresse une lettre au secrétaire de la Convention nationale demandant l’envoi de sa pétition aux Comités des procès verbaux de la Guerre et Militaire afin de pouvoir faire ses expériences.
À la fin de la Révolution, il reprend ses activités de fabrications et d’inventions dès le Consulat. Il signe ses œuvres de « sieur Carcano ». 
Il retrouve rapidement sa clientèle internationale dont Benjamin Thompson qui le 30 août 1813 présente un vase thermométrique de fabrication Carcano destiné à la recherche de la chaleur spécifique des liquides ainsi que des corps solides.
Il n’a de cesse d’inventer de nouveaux procédés et de les promouvoir jusqu’à la fin de sa vie. En 1820, Le professeur William Davis Merry Howard de Baltimore fait une publication et une description du thermomètre différentiel de Carcano qu’il vient de recevoir. Il le donne comme habitant rue de Harlay sur l’Île de la Cité.